# والتر دي لامار
والتر دي لامار (بالإنجليزية: Walter de la Mare)‏‏ (25 أبريل 1873 - 22 يونيو 1956)، شاعر، وكاتب، وكاتب للأطفال، وروائي من المملكة المتحدة، ولد في تويكنهام.

## روابط خارجية
- والتر دي لامار على موقع الموسوعة البريطانية (الإنجليزية)
- والتر دي لامار على موقع ميوزك برينز (الإنجليزية)
- والتر دي لامار على موقع إن إن دي بي (الإنجليزية)
- والتر دي لامار على موقع ديسكوغز (الإنجليزية)